# Urgleptes pareuprepes
Urgleptes pareuprepes es una especie de escarabajo longicornio del género Urgleptes, tribu Acanthocinini, subfamilia Lamiinae. Fue descrita científicamente por Gilmour en 1960.
La especie se mantiene activa durante los meses de mayo, junio, julio, agosto y octubre.

## Descripción
Mide 4,5-5,5 milímetros de longitud.

## Distribución
Se distribuye por Costa Rica, Guatemala, Honduras y Nicaragua.